# قلعه رباط

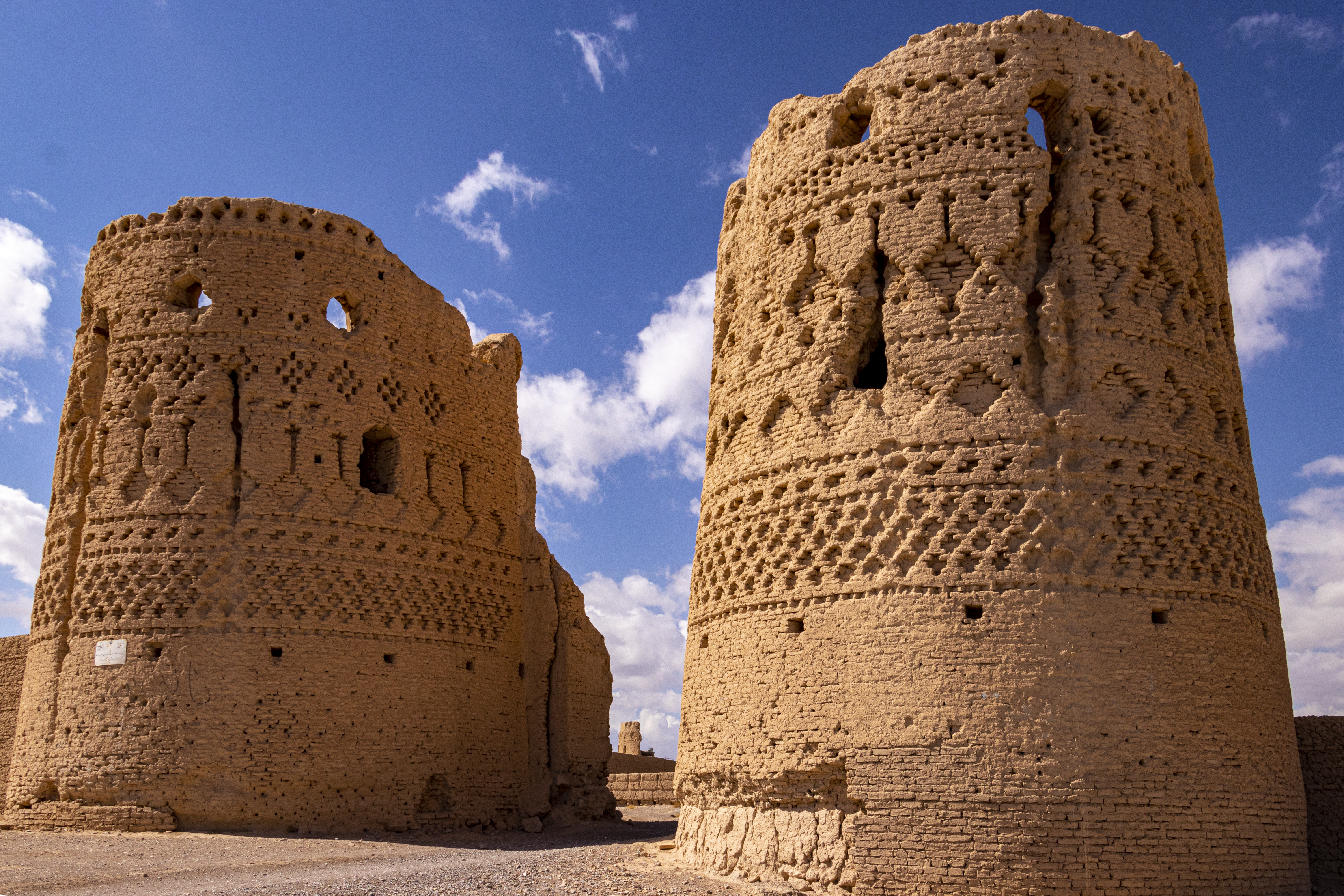

قلعه رباط مربوط به دوره صفوی است و در ابرکوه، حاشیه غربی شهر واقع شده و این اثر در تاریخ ۷ مهر ۱۳۸۱ با شمارهٔ ثبت ۶۳۰۴ به‌عنوان یکی از آثار ملی ایران به ثبت رسیده است.